# Phthiracarus baloghi
Phthiracarus baloghi är en kvalsterart som beskrevs av Zicman Feider och Suciu 1957. Phthiracarus baloghi ingår i släktet Phthiracarus och familjen Phthiracaridae. Inga underarter finns listade i Catalogue of Life.